# キングコング (架空の怪獣)
キングコング (King Kong) は、映画『キングコング』シリーズに登場する、架空の怪獣。初期はRKOによって制作されたが、リメイク作品ごとに制作会社が異なる。
登場作品

デザイン
ゴリラに似た姿の巨大な霊長類としてデザインされているが、作品ごとに4足歩行のナックルウォークか直立二足歩行に変化する。

## RKOシリーズのコング
映画『キング・コング』（1933年）に登場。
オリジナル版のコングはウィリス・オブライエンによる人形アニメ（ストップモーション・アニメ）で表現された。コングのミニチュアモデルは、金属製の骨格（アーマチュア）を内蔵し、表面にウサギの毛皮を貼った40センチほどのものが数体製作され、髑髏島で使われた丸顔モデルやNYで使われた面長モデルなど、細部が異なる。また、実物大の胸像や頭部、腕部など（これらの表皮はクマの毛皮）も作成され、人形アニメと組み合わせて適宜撮影されている。腕を付いて四足歩行で主に移動するが、シーンによっては直立で動くこともある。 
コングの身長は、髑髏島においては18フィート（約5.4メートル=成人男性の3倍程度）、ニューヨークにおいては24フィート（約7.2メートル=成人男性の4倍程度）と設定されていた。 
南洋にある髑髏島の原住民たちから神として崇められ、若い女性を生贄として捧げられてきたが、映画撮影のために島に訪れたカール・デナム一向に同行した女優アン・ダロウが生贄に捧げられたことで、その運命は大きく変わることになる。初めて見た金髪白人のアンの虜となったコングは、彼女の救出に来た一向や襲い来るティラノサウルスや首長竜を返り討ちにしながら自身の巣に帰還するも、アンを攫おうとしたプテラノドンと格闘中に彼女を救出しに来たジャック・ドリスコルと共にアンに逃げられてしまう。アンを取り戻そうと原住民の村を破壊しながら一行を海岸まで追いつめるも、デナムによってガス爆弾で捕らえられ、ニューヨークへと連れてこられた。だがお披露目の際、マスコミのカメラのフラッシュに興奮してクロム鋼の鎖をちぎり脱走、アンを攫いニューヨーク中を暴れ回った末にエンパイア・ステート・ビルに登った。だがジャックとデナムの提案で駆け付けた空軍の戦闘機4機の銃撃を受け、一機を撃墜するも集中砲火をうけ、最期はビルから墜落し死亡した。 
続編『コングの復讐』（1933年）では彼の息子と思われる純白のリトルコングが登場する。

## 東宝版のコング
日本の映画会社東宝により制作された2作品に登場。

### 『キングコング対ゴジラ』
映画『キングコング対ゴジラ』（1962年）に登場。
南太平洋メラネシアに属するソロモン諸島の南部に位置するファロ島にて原住民から「巨大なる魔神（）」と恐れられている守り神。
顔はゴリラではなく、ニホンザルのような顔つきであり、毛に耳が埋もれて目立たず、ギザギザの歯は怪獣のようである。足の親指は、類人猿らしく手のように横に付いている。
知能は人間に近く、ゴジラに対しては遠距離攻撃と防御面で劣るが、接近戦に持ち込めばパワーとスピード、岩石や巨木を武器に格闘技を駆使して互角に渡り合う。物理攻撃だけではなく、高圧電流にも強い帯電体質であるため、送電線から電気エネルギーを吸収して手から電撃を放出して戦う。その巨体でファロ島原住民から恐れられるとともに敬われており、腕力はゴジラを超え、島民を襲う大ダコも難なく撃退する怪力を誇る。しかし、ファロ島の赤い実の植物が持つ強い嗜好性を有する特殊な成分「ファロラクトン」の汁を飲むと、酩酊状態となって眠り込んでおとなしくなってしまう。
大ダコを撃退した後、ファロラクトン汁を飲んで眠ってしまう。日本の製薬会社・パシフィック製薬宣伝部が宣伝のためにテレビ局TTVに協力を仰いで捕獲され、日本まで移送されてこられるが、洋上で目を覚まして脱走すると千葉沖に上陸し、同じく日本に上陸したゴジラと那須高原で対決する。しかし、ゴジラの放射能火炎には敵わずに退却し、東京へ向かう途中でふみ子を捕縛して国会議事堂に居座るが、ファロラクトンを大量に浴びせられて眠り込み、その間にふみ子は恋人の藤田によって救出される。
そして、富士山麓にてゴジラにぶつけるとの提案により、巨大なバルーンで吊り上げられてヘリコプターで空輸され、ゴジラのもとへ落とされて再戦となる。その戦いでも最初はゴジラの放射能火炎でダウンしてしまうが、落雷のショックで蘇生した後、100万ボルトの高圧線を噛み切った影響で帯電体質となって放射能火炎も寄せ付けなくなり、今度はゴジラをジャイアントスイングで振り回したり、口に大木を押し込んで放射能火炎を封じたりと、終始優勢となる。最後はゴジラと組み合ったまま海に落下し、自分のみが海上に姿を現してそのままファロ島に帰っていった。
制作
コングとしては、RKO版から数えて3代目に当たる。それまではモデルアニメーションで表現されており、着ぐるみによるコングは本作品が初である。
ゴジラとコングを互角に戦わせるため、制作当時の本家では身長7.2メートルだった米国版コングに比べ、かなり巨大化した設定にされている。米国版コングにはなかった放電能力も、ゴジラの放射能火炎に対抗するためのものとされる。
女性を掴んで建物に登るシーンは、RKO版のオマージュである。助監督の梶田興治によれば、コングが女性を掴むシーンを盛り込むことがRKO側の条件の1つであったという。
コングの空輸は、検討用台本ではヘリコプター6機で吊り上げるという描写であったが、準備稿で気球を用いたものに改められた。
鳴き声は、動物の鳴き声を加工したもの。後に『ウルトラマン』に登場したラゴン（遅回し）にも使用されている。

造形
頭部造形は利光貞三、胴体は八木勘寿、八木康栄による。
RKOは本作品でのコングのキャラクターについて、「顔は原典と違うものにして欲しい」など細かい注文をつけた。利光によるコングの顔立ちは、この要求に沿って原典から大きくかけ離れたニホンザル風にアレンジされている。また、着ぐるみの容姿も猩猩を思わせる和風となっており、撮影の有川貞昌は原典のようにスマートではなくスタッフからも不評であったと証言しているほか、後年には『ゴジラvsコング』を監督したアダム・ウィンガードにも酷評されている。
体毛は希少で高価なヤギの毛皮を取り寄せ、茶色に手染めして植え込んでいる。アップ用とアクション用の2種類の頭部が作られ、眼窩には、予告編などで使用された演技者の目をそのまま露出したアクション用と、透明パーツの目を取り付けたアップ用がある。
ゴリラのように長い腕を表現するため、マジックハンド形式で腕を継ぎ足す方法が採用された。この継ぎ手部分は安丸信行が造形を手掛けており、後にゴジラなどのスーツを手掛ける安丸のスーツ関連での初造形とされる。アタッチメント式のため、撮影時に腕が抜けてしまうこともあったという。特撮班監督助手の中野昭慶は、本当はすべて長い腕のまま撮影したかったが、ゴジラとの格闘ができないため短いものを用意せざるを得なかったと証言している。
2尺ほどのミニチュア人形、棒操り形式のアップ用の上半身のみのギニョールモデルも作られた。アップ用のコングの上半身はマペットタイプで用意され、瞼と口の開閉が可能で、細かい表情はこれで表現されたほか、小型の人形も作られ、人形アニメでの撮影も1カットほど試みられている。
ふみ子を掴むシーンでは、実物大の腕も用いられた。実物大の腕の制作は村瀬継蔵による。人の手が指先まで入る短いものを長いものと使い分けている。合成を前提としたブルーバック撮影のため、特撮チームが使用するNo.8ステージで特殊技術斑が担当し、クレーンに腕を取り付けて撮影された。
アニメーション撮影を行いたいという円谷の要望により、機械工作担当の飯島周次郎がコングとゴジラのモデルアニメーション用人形の骨格を制作していたが、可動時にネジが緩んでしまうため、未完成に終わった。
撮影後、胴体はのちに尻尾を着けて頭を挿げ替えて『ウルトラQ』の巨大猿ゴローに改造され、さらに『キングコングの逆襲』でプール撮影用のコングの胴体に使用されている。造形物は、スーツの延長用の腕のみ2021年の時点で現存が確認されている。

演技
演技者は広瀬正一。
ゴジラ役の中島春雄によれば、広瀬はサルのモノマネが得意であったことから自らコング役に志願したとされる。しかし、操演の中代文雄によれば、広瀬は動物園で猿の動きを研究して挑んだが、円谷は普段の広瀬の佇まいがコングそのものであったことから、素の演技を要望したという。中島も、他人の悪口をあまり言わない円谷が「ぬいぐるみを被るとコングじゃなくなる」と苦言を呈していたことを証言している。また、広瀬は汗っかきであったため、造形助手の開米栄三はスーツのメンテナンスに苦労していたという。
コングは劇中で横になっている場面が多いが、寝た姿勢でいる間に暑さでぬいぐるみの内側に汗が溜まり、広瀬は中で半身を汗に浸からせた状態になっていたそうである。中島も広瀬も武道の心得があり、コングがゴジラを一本背負いするシーンやコングが宙返りで一回転するシーンなど、立ち回りはすべて両人が打ち合わせて行い、円谷は黙って任せてくれたという。
スーツの構造上、ゴジラの方が頭の位置が高いため、両者が並ぶシーンではコングを台に乗せて対等な力関係を表現している。

その他
劇中でコングを筏に乗せた方法については明らかになっていない。この反省からか、『キングコングの逆襲』ではドクター・フーが捕らえたコングを輸送する過程が細かく描写されている。
1966年7月19日放送の『11PM』の大阪よみうりスタジオで収録された「怪獣供養」では、本作品のコングの遺影が飾られている。

### 『キングコングの逆襲』
映画『キングコングの逆襲』（1967年）に登場。
南ジャワ海のモンド島に棲んでおり、島民からは神として崇められている、類人猿が巨大化したとされる。島の老人からはボー（島の言葉で「王者」）コングと呼ばれている。知性が石器文明レベルに高く、温厚な性格で人間に好意的であることから、その土木能力もあり、島の人間たちとは友好関係にある。
本作品ヒロインのスーザンに好意を持ち、彼女の危機に対し、その声を聞きつけてゴロザウルスと戦い、ダウンさせる。その後はモンド島近海に住む大ウミヘビを退け、ドクター・フーによって北極のエネルギー鉱石「エレメントX」を採掘するためにヘリコプター部隊の催眠ガス弾攻撃攻撃で意識を失ってさらわれる。北極に巨大タンカーで運ばれてフーの催眠術によって操られるが逃亡し、東京にてドクター・フーが操るメカニコングと対決してスーザンをドクター・フーのもとから救出すると、メカニコングとドクター・フーを倒してモンド島へ帰っていった。
- 関連書籍などでは2代目キングコングとも表記される[出典 29]。
- 本作品でのコングは、前作よりも小さい身長20メートルと設定されており、精密な増上寺のミニチュアや鉄骨製の東京タワーのセットなど、従来の怪獣映画とは異なるスケールでの描写が特徴である[出典 30]。
- 恐竜（ゴロザウルス）からヒロインを救い出す場面は、RKO版をオマージュしており、構図も揃えている[出典 31]。

造形
頭部造形は利光貞三、胴体は八木寛寿、八木康栄による。『キングコング対ゴジラ』のコングの造形に対するアメリカ側の不評を受け、今回は原点に近い頭の大きなゴリラタイプに造形された。着ぐるみはアップ用とアクション用が作られた。前者は目が三白眼、後者は目が見開いているのが特徴である。アップ用は腕の内部でマジックハンドを脱着する方式が取られ、状況によって腕は伸縮させて使用している。これにより前作のような不自然さが解消されているほか、まぶたと目、口がラジコンで可動し、微妙な心理状態を表現することにも対応できるように上唇部分中央がめくれるように動かせる。アップ用とアクション用の2種類の顔が同じ石膏型から作られたが、後者には目と口のギミックはない模様。ヘリとの対決、岩を大ウミヘビに投げるシーン、東京タワーのシーンではそれらとは別に、少々大作りでつかみどころのない表情の頭部が使われており、視界の確保がおそらく容易になっているものと思われる。
海のシーンに使われたコングの胴体は、『キングコング対ゴジラ』のコングのものを再使用。この胴体は、『ウルトラQ』でも大猿ゴローに使われている。その後、メインの着ぐるみは『行け! グリーンマン』の怪獣ゴリラとして流用された。さらには漫画家の眠田直曰く『行け!ゴッドマン』の怪獣シラージとして改造されたという。
着ぐるみのほか、『フランケンシュタインの怪獣 サンダ対ガイラ』のガイラのものを改造した実物大の右手と右耳周辺、ギニョール、全長75センチメートルほどのモデルコングも製作された。
モデルコングは安丸信行が制作し、ヘリコプターで輸送船に運び込まれるシーンに用いられた。木材の削り出しによって顔が表現され、下顎が可動し、手足はラテックス製。金属製の関節と骨組みのため、かなりの重量があり、丈夫である。
ミニチュアは操演場面に用いられたものとは異なるもののようで、全長は2尺ほどのもので、東京タワーでのメカニコングとの決戦の場面において、遠景シーンにて使用されている模様。

演技
スーツアクターは中島春雄。
中島は、本作品のためにゴリラの動きを研究したと述べている。手を地面につけて歩いたり、腕力を中心とした戦い方であるなど、メカニコングとの対比として類人猿らしさが強調されている。中島は、猿のような動き方に苦労したほか、東京タワーのシーンも片手で柱に捕まりながら戦わなければならず、難しかったと述懐している。四つ足で歩くシーンでは、手足のタイミングがずれて同じ側が同時に出てしまうなど苦労したという。
スーツを脱がずに待機している際には送風機のチューブを用いて風を送っており、中島は覗き穴から少しの風を受けるだけでも嬉しかったと述懐している。
中島は、本作品の後にテクニカル・アドバイザーのアーサー・ランキン・Jrからハリウッド作品への参加を打診されていたが、円谷英二から次回作が決まっていると告げられこれを断った。しかし、円谷は事実上本作品が特技監督を務めた最後の怪獣映画となり1970年に死去したため、次回作が実現することはなかった。

## 東映アニメーションのコング
日米合作テレビアニメ『キングコング』（1966年）に登場。
東映動画（現東映アニメーション）では、アニメのキングコングが製作され、ハンナ・バーベラ版のゴジラと同じように、人間に友好的で、子供たちと共に世界を冒険していくという内容で、襲いかかる恐竜や、悪者たちと戦っていく内容だった。
はっきりした大きさは不明だが、「台風にも大津波にも負けない」と主題歌で唄われるほどで、作中の船と比べると、少なくとも東宝版に近い数十メートルサイズの巨体を誇っている。

## ジョン・ギラーミン版のコング
ジョン・ギラーミンの監督映画2作品に登場。
着ぐるみと原寸大の造形を交互に使用して制作され、造形制作はリック・ベイカーとカルロ・ランバルディが担当、着ぐるみはリック・ベイカーが兼任、声はピーター・カレンが担当した。設定では身長16.8メートル。

### 『キングコング』 (1976年の映画)
『キングコング』（1976年）では、南太平洋にある未開の島の原住民たちから神として崇められ、島に訪れた女優のドワンを生贄として捧げられる。ドワンに惹かれ連れ去るも、彼女を守るために大蛇と格闘中にドワンの救出に来た動物学者ジャック・プレスコットによってドワンを奪還されてしまい、ドワンを取り戻すため彼らを追いかけるも油田開拓のために島へ訪れていたフレッド・ウィルソンに捕らえられ、ニューヨークに連れてこられた。
だがお披露目の際、ドワンがマスコミに囲まれている姿を見て彼女が攻撃されていると勘違いし脱走、フレッドを踏み殺してニューヨークの街中を暴れ回り、ドワンを連れて世界貿易センタービルに登り出す。最期はアメリカ軍の火炎放射器隊とヘリコプター隊の機銃掃射によって追い詰められ、致命傷を負ってビルの頂上から落下した。 

### 『キングコング2』
続編『キングコング2』（1986年）では生存していたことが判明し、ジョージア州アトランティック大学研究所にて10年間昏睡状態となっていたが、ボルネオ島のジャングルで捕らえられた雌のレディコングの輸血により人工心臓を移植され復活した。だがレディコングの悲鳴を聞いて暴れ出し、レディコングとともに山へと姿を消す。
その後、ハンク・ミッチェルによってレディコングが発見され、エイミー・フランクリンによって、レディコングが実は妊娠していることが明らかになって、その後でレディコングを守るために姿を現すも、ネヴィット中佐率いる陸戦部隊に狙われ、執拗な追撃を受ける。
やがてレディコングを救うためにネヴィットの陸戦部隊と戦い、全滅させるものの力尽きて絶命する。だが、レディコングとの愛の結晶であるリトルコングが産まれて育っていく。

## ピーター・ジャクソン版のコング
ピーター・ジャクソンの監督映画『キング・コング』（2005年）に登場。
本作品のコングはアンディ・サーキスの演技を用いたモーションキャプチャで表現された。
髑髏島の古代文明を築いた古代人たちがユーラシア大陸から導入したギガントピテクスの進化系であり、体長7.5m、体重3.6tの巨体を誇る。種族自体は髑髏島での過酷な生存競争に敗れ死に絶えており、劇中に登場するコングが最後の生き残りとなっている。そのため攻撃的な気難しい性格となっており、後に髑髏島に住み着いた島民たちの捧げる生贄も容赦なく惨殺していた。
過去作と異なり、直立二足歩行はせずオリジナル版と同様に通常のゴリラと同様に腕を付いて四足歩行を主にし、習性も本物のゴリラと同様に再現された。食性は当初の設定では恐竜を捕食する肉食性として描かれたが、演技のために独自にゴリラを研究したサーキスの反対もあり、通常のゴリラと同様に竹を食べる草食動物として描かれた。
オリジナル版と同様に原住民たちに生贄として捧げられたアンを攫うも、同じく孤独を抱えることからお互い徐々に心惹かれていくようになる。そして彼女を守ろうと襲いかかる肉食恐竜や翼竜をも次々と倒していくが、デナムによって捕らえられニューヨークで披露された際は、罪悪感からショーへの参加を拒んだアンの代役として登場した女性に怒りを爆発させ脱走、彼女を探しニューヨークを暴れ回った。騒ぎを聞きつけたアンとの再会に歓喜し、ようやく感情を宥める。互いに心を通じ合わせるものの、軍の攻撃を受けてエンパイア・ステート・ビルへと追い詰められ、空軍の戦闘機6機との死闘の末に3機を撃墜するも、力尽きアンに看取られながら墜落死した。

## モンスター・ヴァースのコング
怪獣映画を中心とした作品群モンスター・ヴァース（2014年 - ）の第2作『キングコング:髑髏島の巨神』（2017年）、第4作『ゴジラvsコング』（2021年）、第5作『ゴジラxコング 新たなる帝国』（2024年）にて登場。第3作『ゴジラ キング・オブ・モンスターズ』（2019年）では直接登場はしないが、その存在は語られている。
第2作で監督を務めたジョーダン・ヴォート＝ロバーツ曰く、後のゴジラとの対決や「神」としての威厳を表現するため、既に体長31.6メートル・体重158トンに達していたがこれでもまだ成長途中であり、51年後を描いた第4作では身長103メートルにまで達している。
ゴリラよりも猿人に近い直立二足歩行の姿で描かれているが、走る時にはゴリラのようにナックルウォークの体勢になる。公式設定では雑食性とされているが、劇中では他の怪獣を捕食するなど、肉食の描写のみが描かれている。
髑髏島の生態系の頂点に君臨するが、種族としては同じく頂点捕食者として君臨するスカル・クローラーとの生存競争に敗れており、種族最後の生き残り。両親も生まれてすぐにスカル・クローラーに殺されており、ゆえにスカル・クローラーなど島の調和を乱すものには容赦なく攻撃するが、基本的には弱者を労わる博愛精神の強い温厚な性格であり、島民のイーウィス族からは守護神として崇められている。
また、歴代のキングコングの中でも特に高い知能を持ち合わせており、道具の加工や罠を用いた狩猟を行なう他に。アメリカ手話を理解・使用している。

### 『キングコング:髑髏島の巨神』
主にCGアニメーションで作られたが、一部はピーター・ジャクソン版と同じくモーションキャプチャで表現され、テリー・ノタリーが演じた。
1973年、アメリカ陸軍第三強襲ヘリコプター部隊「スカイデビルズ」の護衛を受けて髑髏島に飛来した特務研究機関モナークとランドサットが地質調査の名目で投下したサイズミック爆弾に激怒して襲来し、同隊の全機を撃墜する。
その後は地表に出て狩りをしていたスカル・クローラーの掃討を行ったり、撃墜したヘリの下敷きになっていたスケル・バッファローを助けたりしていたが、その中で本作品のヒロインであるメイソン・ウィーバーと心を通わせることになる。
やがて、復讐を目論む「スカイデビルズ」隊長のプレストン・パッカードの罠にはまって火攻めに遭い、弱って倒れ込んで時限爆弾で爆殺されそうになる。それを阻止しようと現れたウィーバーたちの説得も受け、パッカード以外の兵士たちは説き伏せられたが、騒動の余波でスカル・クローラーの大型個体が出現する。皆が撤退するものの一人残って自身を抹殺しようとしたパッカードを葬った後、苦戦しつつも調査隊の加勢もあって形勢を立て直し、スカル・クローラーの大型個体に勝利する。すべてが終わった後には、髑髏島を去る調査隊に「二度と自分の縄張りに近づくな」との警告を込めてドラミングを行い、雄叫びを上げた。

### 『ゴジラ キング・オブ・モンスターズ』
劇中では直接登場はしないが、エンドクレジットでのシーンで太古にゴジラと対戦していたことを示す壁画が登場している。
なお、後日譚となる2021年を描いたグラフィックノベル『キングダム・コング』 (Kingdom Kong)にて、髑髏島はキングギドラ復活の影響により、異常気象と巨大生物・カマソッソの襲来の大被害を受け、イーウィス族も壊滅的になってしまうが、その際に次作で心を交わすジアを救出したことになっている。

### 『ゴジラvsコング』
髑髏島の頂点に君臨するタイタン。高い知能を持つ。
髑髏島の生態系が崩壊したために、モナークが島内に設置した第236前哨基地にて収容・観察されていたものの、成長したことで1973年に目撃された際よりもさらに巨大化して大幅に格闘能力が向上しており、巨体を持て余すようになり、モナークもその扱いに手を焼いていた。しかし、ギドラの起こした嵐が島を襲撃したことによって滅んだイーウィス族の最後の生き残りであり、自身を象った偶像を持ち続ける聾唖の少女・ジアにだけは心を通わせている。
ゴジラが暴れる原因究明と、それに対抗出来る力はコングだけという理由から、モナークとエイペックス・サイバネティクス社の手引きにより南極の地下空洞であるホロウ・アースの水先案内役を押し付けられる。身体を船舶の強力なアンカーチェーンで拘束され、鎮静剤も打たれつつ、海から魚群を手ですくって捕食しながら海輸される。しかし、タスマン海にさしかかった時に追って来たゴジラと遭遇。航空母艦上の一戦では徒手空拳でゴジラに強烈な一撃を食らわせるも、ゴジラの放射熱線に苦戦を強いられ、さらに海中では半水生でもあるゴジラに主導権を取られて翻弄される。溺死寸前の窮地に陥ったところを、モナークの援護の爆雷攻撃によってゴジラの拘束から逃れ、ネイサンの判断で輸送隊が動力を切ったことで、どうにかゴジラをやり過ごすことに成功する。その後は海上輸送は困難だったことから、ホロウ・アース入口にはヘリで釣り下げられて空輸される。
到着当初は拒んでいたが、ジアの説得で内部に入り、そこからエイペックスの探査艇ヒーヴを導いてホロウ・アースに入る。途中でウォーバット2体の攻撃を受けるも、1体を撃破、もう1体に身体を巻き付かされて苦戦するものの、ヒーヴからの援護で撃退した後、首を千切った後にその血を呑んでいる。そしてホロウ・アース中心の巨大な山に到着すると、かつて太古の先祖たちが山の内部にある地底世界に築き上げた宮殿に入り、専用武器の斧と自らを身体を降ろす玉座形の巨岩を発見、故郷への帰還に歓喜する。
そこへ香港から空洞に向けて熱線を放ったゴジラの攻撃を受ける。ジアたちを見棄て、自分を攻撃して逃走を図るマイア・シモンズの乗ったヒーヴを捕まえて握りつぶした後、地上へと舞い戻って再度ゴジラに立ち向かう。二戦目では斧を振るってゴジラの熱線をガードしながら、身の軽さで熱線攻撃をかわし、今度は互角に戦いに持ち込んだ。放射熱線を防ぎつつ活性化させた斧の一撃によりゴジラを昏倒させ一矢報いることに成功するが、決定打にならなかった。ゴジラが程なくして起き上がって始まった三戦目では当初背後からの強襲に成功するものの、斧が先の戦いで吹き飛び手元から離れてしまっており、やがてゴジラの噛みつきからの振り回しによって左肩を脱臼したことによってゴジラの猛攻をふせぎきれなくなってしまった。ゴジラの牙と爪により無数の傷を受け、さらに止めの踏みつけを胸部に受けて敗北、心肺停止寸前にまで追い込まれる。
だが、エイペックス社がギドラの死骸を用いて開発したメカゴジラの攻撃でゴジラが劣勢になった時、ネイサンがヒーヴを自爆させた電気ショックによって復活。ジアから「ゴジラは敵じゃない、敵はメカゴジラ」と諭され、自ら左肩の脱臼を治した後にゴジラと共にメカゴジラに立ち向かう。再度手にした斧にゴジラからの熱線を受け、そのエネルギーが溜まった刃でメカゴジラの両腕と片脚を切断。さらに首への一撃の後、両腕で首を引きちぎって機能停止させる。結果として髑髏島を滅ぼした遠因であるギドラへの復讐を果たした。
その後は再びゴジラと睨み合うが、共闘のよしみで武器の斧を収め、それを見たゴジラも戦うことなく南シナ海へと帰っている。自身もホロウ・アースへと帰還した後は空洞内に建設されたモナークの監視ステーションで、ジアと共に平和に過ごすようになる。

### 『ゴジラxコング 新たなる帝国』
ホロウ・アースに移動してから数年が経ち、落とし穴や落石などの罠を仕掛けて他の怪獣を仕留めるなど生活に順応していたが、未だに同族には出会えず孤独を募らせていた。
加えて上顎の左犬歯が虫歯となって食事が難しくなったことから、地上へのポータルを通りバルバドスにあるモナークの基地へと上陸。獣医のトラッパーによって虫歯を抜歯し、ポリマーの義歯へと治療された。
治療後は縄張りに帰還するが、地殻変動により未探索エリアへの入り口を発見。その先で遂に同族であるグレイト・エイプたちと遭遇するが、突如として襲撃を受けたためにこれを撃退。その1頭である幼体・スーコの案内で、彼らの住む火山地帯「火の国」へと辿り着き、多くの仲間たちが独裁者・スカーキングに虐げられている光景を目の当たりにする。
スカーキングとの一騎打ちでは優勢に立つも、彼の使役する古代怪獣・シーモの冷凍光線で右腕を負傷。スーコの助力で撤退し、ホロウ・アースに生き残っていたイーウィス族の隠れ家へ逃れたところを、モナークが開発した新武器である解剖メカ型激震性サンダー・グローブ（ビースト・グローブ）を右腕に装着することで回復する。

## その他、派生キャラクター
メカニコング
『キングコングの逆襲』に登場。キングコングを元に制作されたロボット怪獣で、登場はメカゴジラに先んじており、初の怪獣に模したロボットである。